# Montbrun-Lauragais
Montbrun-Lauragais là một xã thuộc tỉnh Haute-Garonne trong vùng Occitanie tây nam nước Pháp. Xã này nằm ở khu vực có độ cao trung bình 271 mét trên mực nước biển.